# Deutsche Leberstiftung
Die Deutsche Leberstiftung befasst sich mit der menschlichen Leber, Lebererkrankungen und ihren Behandlungen. Sie hat das Ziel, die Patientenversorgung durch Forschungsförderung und Forschungsvernetzung zu verbessern und die öffentliche Wahrnehmung für Lebererkrankungen zu steigern, damit diese früher erkannt und geheilt werden können. Die Stiftung bietet außerdem Information und Beratung für Betroffene und Angehörige in medizinischen Fragen.
Mit Unterstützung des Bundesministeriums für Bildung und Forschung wurde 2002 das „Kompetenznetz Hepatitis“ geschaffen. Es fördert die bundesweite Erforschung von Leberentzündungen (Hepatitis), die durch Viren verursacht werden. Behandlungsmöglichkeiten und Aufklärung sollen durch Zusammenarbeit von Experten und Betroffenen verbessert werden. Die 2006 gegründete Stiftung ist unter anderem Träger des Kompetenznetz Hepatitis und seiner Projekte. Dazu gehört das HepNet Study-House, das Studien zur Verbesserung der Behandlung von Lebererkrankungen durchführt.

## Gremien und Geschäftsführung

### Vorstand
Der Vorstand vertritt die Stiftung nach außen und überwacht die Geschäftsführung. Der Vorstand verwaltet das Stiftungsvermögen und trifft die Entscheidungen hinsichtlich der Verwendung der Stiftungsmittel.
Dem Vorstand gehören an (Stand: Juni 2021)
- Michael Peter Manns (Vorsitzender)
- Stefan Zeuzem (stellvertretender Vorsitzender)
- Ulrike Protzer
- Christoph Sarrazin
- Peter Schirmacher

### Stiftungsrat
Der Stiftungsrat hat die Aufgabe den Vorstand zu beraten, zu unterstützen und zu überwachen. Er ist dafür verantwortlich die Vorstandsmitglieder zu Bestellung und Abzuberufer sowie den Jahresabschlusses zu bestätigen.
Der Stiftungsrat wird geleitet von Thomas Mertens (Vorsitzender) und Peter Buggisch (Stellvertreter) (Stand: Juni 2021).

### Kuratorium
Das Kuratorium berät und unterstützt den Stiftungsrat. Es soll die Ziele der Stiftung durch fach- und interessenübergreifenden Gedankenaustausch und die Stärkung des öffentlichen Bewusstseins für Lebererkrankungen und deren Behandlung fördern. Das Kuratorium unterstützt die Arbeit der Stiftung ferner durch den Kontakt zu möglichen weiteren Zuwendungsgebern.
Vorsitzende des Kuratoriums ist Elke Roeb, stellvertretender Vorsitzender ist Egbert Trowe (Stand: Juni 2021).

### Geschäftsführung
Die Geschäftsstelle befindet sich in Hannover, Sitz der Stiftung ist Essen.
Geschäftsführer sind Bianka Wiebner (Hauptgeschäftsführerin) und Markus Cornberg (Medizinischer Geschäftsführer).

## Forschungsförderung
Ein Schwerpunkt der Stiftung ist es, die Erforschung aller Lebererkrankungen durch Forschungsvernetzung voranzutreiben. Dafür fördert die Leberstiftung wissenschaftliche Projekte im Bereich der Leber/Lebererkrankungen und führt eigene Projekte durch. Außerdem unterstützt die Stiftung die hepatologische Forschung mit verschiedenen Stipendien und einem Publikationspreis.
Neben dem zweimal im Jahr herausgegebenen HepNet Journal findet das HepNet Symposium einmal jährlich statt.

## Informationen und Beratung
Die Stiftung informiert mit verschiedenen Informationsmaterialien über die Leber und Lebererkrankungen. Neben den gedruckten Informationen wird auch eine Telefonsprechstunde angeboten.